# Кубок світу з гірськолижного спорту 2011—2012
46-ий сезон Кубка світу з гірськолижного спорту розпочався 22 жовтня 2010 в Зельдені, Австрія, і завершиться  18 березня 2011 фіналом Кубка світу в Шладмінзі, Австрія.
Змагання двох етапів проходитимуть у Сочі, місці проведення зимових Олімпійських ігор 2014. Міські етапи, проведення яких започаткував сезон 2010-11, відбудуться двічі: в Мюнхені та Москві.
Володарями кубка світу попереднього сезону були Марія Ріш з Німеччини та Івиця Костелич з Хорватії.

## Календар

### Легенда
| ШС | швидкісний спуск        |
| СГ | супергігантський слалом |
| ГС | гігантський слалом      |
| СЛ | слалом                  |
| П  | паралельний слалом      |
| ГК | гірськолижна комбінація |
| КЗ | командні змагання       |

### Чоловіки
| Дата              | Місце                          | Дисц. | Золото                                                          | Срібло                                                          | Бронза                                                          | Детальніше                                                      |
| 23 жовтня 2011    | Зельден, Австрія               | ГС    | Тед Лігеті                                                      | Алексі Пентюро                                                  | Філіпп Шерґгофер                                                |                                                                 |
| 13 листопада 2011 | Леві, Фінляндія                | СЛ    | відмінено через брак снігу; перенесено на 21 грудня в Флахау    | відмінено через брак снігу; перенесено на 21 грудня в Флахау    | відмінено через брак снігу; перенесено на 21 грудня в Флахау    | відмінено через брак снігу; перенесено на 21 грудня в Флахау    |
| 26 листопада 2011 | Лейк-Луїз, Канада              | ШС    | Дідьє Кюш                                                       | Беат Фойц                                                       | Ганнес Райхельт                                                 |                                                                 |
| 27 листопада 2011 | Лейк-Луїз, Канада              | СГ    | Аксель Лунд Свіндаль                                            | Дідьє Кюш                                                       | Адріян Тео                                                      |                                                                 |
| 2 грудня 2011     | Бівер-Крік, США                | ШС    | Боде Міллер                                                     | Беат Фойц                                                       | Клаус Крелл                                                     |                                                                 |
| 3 грудня 2011     | Бівер-Крік, США                | СГ    | Сандро Вілетта                                                  | Аксель Лунд Свіндаль                                            | Беат Фойц                                                       |                                                                 |
| 4 грудня 2011     | Бівер-Крік, США                | ГС    | Марсель Гіршер                                                  | Тед Лігеті                                                      | Фріц Допфер                                                     |                                                                 |
| 6 грудня 2011     | Бівер-Крік, США                | ГС    | Тед Лігеті                                                      | Марсель Гіршер                                                  | К'єтіль Янсруд                                                  |                                                                 |
| 8 грудня 2011     | Бівер-Крік, США                | СЛ    | Івиця Костелич                                                  | Кристіан Девіль                                                 | Марсель Гіршер                                                  |                                                                 |
| 10 грудня 2011    | Валь-д'Ізер, Франція           | ГС    | відмінено через брак снігу, перенесено на 6 грудня у Бівер-Крік | відмінено через брак снігу, перенесено на 6 грудня у Бівер-Крік | відмінено через брак снігу, перенесено на 6 грудня у Бівер-Крік | відмінено через брак снігу, перенесено на 6 грудня у Бівер-Крік |
| 11 грудня 2011    | Валь-д'Ізер, Франція           | СЛ    | відмінено через брак снігу, перенесено на 8 грудня у Бівер-Крік | відмінено через брак снігу, перенесено на 8 грудня у Бівер-Крік | відмінено через брак снігу, перенесено на 8 грудня у Бівер-Крік | відмінено через брак снігу, перенесено на 8 грудня у Бівер-Крік |
| 16 грудня 2011    | Валь-Гардена, Італія           | СГ    | Беат Фойц                                                       | Боде Міллер                                                     | К'єтіль Янсруд                                                  |                                                                 |
| 17 грудня 2011    | Валь-Гардена, Італія           | ШС    | відмінено після 21 спуску через сильний вітер                   | відмінено після 21 спуску через сильний вітер                   | відмінено після 21 спуску через сильний вітер                   | відмінено після 21 спуску через сильний вітер                   |
| 18 грудня 2011    | Альта-Бадія, Італія            | ГС    | Массіміліано Блардоне                                           | Ганнес Райхельт                                                 | Філіпп Шерґгофер                                                |                                                                 |
| 19 грудня 2011    | Альта-Бадія, Італія            | СЛ    | Марсель Гіршер                                                  | Джульяно Рацоллі                                                | Фелікс Нойройтер                                                |                                                                 |
| 21 грудня 2011    | Флахау, Австрія                | СЛ    | Івиця Костелич                                                  | Андре Мюрер                                                     | Кристіан Девіль                                                 |                                                                 |
| 29 грудня 2011    | Борміо, Італія                 | ШС    |                                                                 |                                                                 |                                                                 |                                                                 |
| 1 січня 2012      | Мюнхен, Німеччина              | П     |                                                                 |                                                                 |                                                                 |                                                                 |
| 5 січня 2012      | Загреб, Хорватія               | СЛ    |                                                                 |                                                                 |                                                                 |                                                                 |
| 7 січня 2012      | Адельбоден, Швейцарія          | ГС    |                                                                 |                                                                 |                                                                 |                                                                 |
| 8 січня 2012      | Адельбоден, Швейцарія          | СЛ    |                                                                 |                                                                 |                                                                 |                                                                 |
| 13 січня 2012     | Венген, Швейцарія              | ГК    |                                                                 |                                                                 |                                                                 |                                                                 |
| 14 січня 2012     | Венген, Швейцарія              | ШС    |                                                                 |                                                                 |                                                                 |                                                                 |
| 15 січня 2012     | Венген, Швейцарія              | СЛ    |                                                                 |                                                                 |                                                                 |                                                                 |
| 20 січня 2012     | Кіцбюель, Австрія              | СГ    |                                                                 |                                                                 |                                                                 |                                                                 |
| 21 січня 2012     | Кіцбюель, Австрія              | ШС    |                                                                 |                                                                 |                                                                 |                                                                 |
| 22 січня 2012     | Кіцбюель, Австрія              | СЛ    |                                                                 |                                                                 |                                                                 |                                                                 |
| 22 січня 2012     | Кіцбюель, Австрія              | ГК    |                                                                 |                                                                 |                                                                 |                                                                 |
| 24 січня 2012     | Шладмінг, Австрія              | СЛ    |                                                                 |                                                                 |                                                                 |                                                                 |
| 28 січня 2012     | Гарміш-Партенкірхен, Німеччина | ШС    |                                                                 |                                                                 |                                                                 |                                                                 |
| 29 січня 2012     | Гарміш-Партенкірхен, Німеччина | СГ    |                                                                 |                                                                 |                                                                 |                                                                 |
| 4 лютого 2012     | Шамоні, Франція                | ШС    |                                                                 |                                                                 |                                                                 |                                                                 |
| 5 лютого 2012     | Шамоні, Франція                | ГК    |                                                                 |                                                                 |                                                                 |                                                                 |
| 11 лютого 2012    | Красна Поляна, Росія           | ШС    |                                                                 |                                                                 |                                                                 |                                                                 |
| 12 лютого 2012    | Красна Поляна, Росія           | ГК    |                                                                 |                                                                 |                                                                 |                                                                 |
| 18 лютого 2012    | Бансько, Болгарія              | ГК    |                                                                 |                                                                 |                                                                 |                                                                 |
| 19 лютого 2012    | Бансько, Болгарія              | СЛ    |                                                                 |                                                                 |                                                                 |                                                                 |
| 21 лютого 2012    | Москва, Росія                  | П     |                                                                 |                                                                 |                                                                 |                                                                 |
| 25 лютого 2012    | Кранс-Монтана, Швейцарія       | СГ    |                                                                 |                                                                 |                                                                 |                                                                 |
| 26 лютого 2012    | Кранс-Монтана, Швейцарія       | ГС    |                                                                 |                                                                 |                                                                 |                                                                 |
| 3 березня 2012    | Квітф'єлл, Норвегія            | ШС    |                                                                 |                                                                 |                                                                 |                                                                 |
| 4 березня 2012    | Квітф'єлл, Норвегія            | ГС    |                                                                 |                                                                 |                                                                 |                                                                 |
| 10 березня 2012   | Краньська Гора, Словенія       | ГС    |                                                                 |                                                                 |                                                                 |                                                                 |
| 11 березня 2012   | Краньська Гора, Словенія       | СЛ    |                                                                 |                                                                 |                                                                 |                                                                 |
| 14 березня 2012   | Шладмінг, Австрія              | ШС    |                                                                 |                                                                 |                                                                 |                                                                 |
| 15 березня 2012   | Шладмінг, Австрія              | СГ    |                                                                 |                                                                 |                                                                 |                                                                 |
| 17 березня 2012   | Шладмінг, Австрія              | ГС    |                                                                 |                                                                 |                                                                 |                                                                 |
| 18 березня 2012   | Шладмінг, Австрія              | СЛ    |                                                                 |                                                                 |                                                                 |                                                                 |

### Жінки
| Дата              | Місце                          | Дисц. | Золото                                                          | Срібло                                                          | Бронза                                                          | Детальніше                                                      |
| 22 жовтня 2011    | Зельден, Австрія               | ГС    | Ліндсі Вонн                                                     | Вікторія Ребенсбург                                             | Елізабет Гергль                                                 |                                                                 |
| 12 листопада 2011 | Леві, Фінляндія                | СЛ    | відмінено через брак снігу; перенесено на 20 грудня у Флахау    | відмінено через брак снігу; перенесено на 20 грудня у Флахау    | відмінено через брак снігу; перенесено на 20 грудня у Флахау    | відмінено через брак снігу; перенесено на 20 грудня у Флахау    |
| 26 листопада 2011 | Аспен, США                     | ГС    | Вікторія Ребенсбург                                             | Елізабет Гергль                                                 | Джулія Манкузо                                                  |                                                                 |
| 27 листопада 2011 | Аспен, США                     | СЛ    | Марліс Шильд                                                    | Марія Пієтіле Голмнер                                           | Марія Гефль-Ріш                                                 |                                                                 |
| 2 грудня 2011     | Лейк-Луїз, Канада              | ШС    | Ліндсі Вонн                                                     | Тіна Вайратер                                                   | Домінік Гізін                                                   |                                                                 |
| 3 грудня 2011     | Лейк-Луїз, Канада              | ШС    | Ліндсі Вонн                                                     | Марі Маршан-Арв'єр                                              | Елізабет Гергль                                                 |                                                                 |
| 4 грудня 2011     | Лейк-Луїз, Канада              | СГ    | Ліндсі Вонн                                                     | Анна Феннінґер                                                  | Джулія Манкузо                                                  |                                                                 |
| 7 грудня 2011     | Бівер-Крік, США                | СГ    | Ліндсі Вонн                                                     | Фаб'єн Сутер                                                    | Анна Феннінґер                                                  |                                                                 |
| 10 грудня 2011    | Валь-д'Ізер, Франція           | СГ    | відмінено через брак снігу; перенесено на 7 грудня у Бівер-Крік | відмінено через брак снігу; перенесено на 7 грудня у Бівер-Крік | відмінено через брак снігу; перенесено на 7 грудня у Бівер-Крік | відмінено через брак снігу; перенесено на 7 грудня у Бівер-Крік |
| 11 грудня 2011    | Валь-д'Ізер, Франція           | ГК    | відмінено через брак снігу                                      | відмінено через брак снігу                                      | відмінено через брак снігу                                      | відмінено через брак снігу                                      |
| 17 грудня 2011    | Куршевель, Франція             | ГС    | відмінено через сильний снігопад; перенесено на 18 грудня       | відмінено через сильний снігопад; перенесено на 18 грудня       | відмінено через сильний снігопад; перенесено на 18 грудня       | відмінено через сильний снігопад; перенесено на 18 грудня       |
| 18 грудня 2011    | Куршевель, Франція             | СЛ    | відмінено через сильний снігопад                                | відмінено через сильний снігопад                                | відмінено через сильний снігопад                                | відмінено через сильний снігопад                                |
| 18 грудня 2011    | Куршевель, Франція             | СЛ    | Марліс Шильд                                                    | Таня Поутяйнен                                                  | Катрін Цеттель                                                  |                                                                 |
| 20 грудня 2011    | Флахау, Австрія                | СЛ    |                                                                 |                                                                 |                                                                 |                                                                 |
| 28 грудня 2011    | Лінц, Австрія                  | ГС    |                                                                 |                                                                 |                                                                 |                                                                 |
| 29 грудня 2011    | Лінц, Австрія                  | СЛ    |                                                                 |                                                                 |                                                                 |                                                                 |
| 1 січня 2012      | Мюнхен, Німеччина              | П     |                                                                 |                                                                 |                                                                 |                                                                 |
| 3 січня 2012      | Загреб, Хорватія               | СЛ    |                                                                 |                                                                 |                                                                 |                                                                 |
| 8 січня 2012      | Бад-Клайнкірхгайм, Австрія     | ШС    |                                                                 |                                                                 |                                                                 |                                                                 |
| 9 січня 2012      | Бад-Клайнкірхгайм, Австрія     | СГ    |                                                                 |                                                                 |                                                                 |                                                                 |
| 14 січня 2012     | Кортіна-д'Ампеццо, Італія      | ШС    |                                                                 |                                                                 |                                                                 |                                                                 |
| 15 січня 2012     | Кортіна-д'Ампеццо, Італія      | СГ    |                                                                 |                                                                 |                                                                 |                                                                 |
| 21 січня 2012     | Марибор, Словенія              | ГС    |                                                                 |                                                                 |                                                                 |                                                                 |
| 22 січня 2012     | Марибор, Словенія              | СЛ    |                                                                 |                                                                 |                                                                 |                                                                 |
| 28 січня 2012     | Санкт-Моріц, Швейцарія         | ГК    |                                                                 |                                                                 |                                                                 |                                                                 |
| 29 січня 2012     | Санкт-Моріц, Швейцарія         | ШС    |                                                                 |                                                                 |                                                                 |                                                                 |
| 4 лютого 2012     | Гарміш-Партенкірхен, Німеччина | ШС    |                                                                 |                                                                 |                                                                 |                                                                 |
| 5 лютого 2012     | Гарміш-Партенкірхен, Німеччина | СГ    |                                                                 |                                                                 |                                                                 |                                                                 |
| 11 лютого 2012    | Солде, Андорра                 | ГС    |                                                                 |                                                                 |                                                                 |                                                                 |
| 12 лютого 2012    | Солде, Андорра                 | СЛ    |                                                                 |                                                                 |                                                                 |                                                                 |
| 18 лютого 2012    | Красна Поляна, Росія           | ГК    |                                                                 |                                                                 |                                                                 |                                                                 |
| 19 лютого 2012    | Красна Поляна, Росія           | ШС    |                                                                 |                                                                 |                                                                 |                                                                 |
| 21 лютого 2012    | Москва, Росія                  | П     |                                                                 |                                                                 |                                                                 |                                                                 |
| 25 лютого 2012    | Бансько, Болгарія              | ШС    |                                                                 |                                                                 |                                                                 |                                                                 |
| 26 лютого 2012    | Бансько, Болгарія              | СГ    |                                                                 |                                                                 |                                                                 |                                                                 |
| 3 березня 2012    | Офтершванг, Німеччина          | ГС    |                                                                 |                                                                 |                                                                 |                                                                 |
| 4 березня 2012    | Офтершванг, Німеччина          | СЛ    |                                                                 |                                                                 |                                                                 |                                                                 |
| 9 березня 2012    | Оре, Швеція                    | ГС    |                                                                 |                                                                 |                                                                 |                                                                 |
| 10 березня 2012   | Оре, Швеція                    | СЛ    |                                                                 |                                                                 |                                                                 |                                                                 |
| 14 березня 2012   | Шладмінг, Австрія              | ШС    |                                                                 |                                                                 |                                                                 |                                                                 |
| 15 березня 2012   | Шладмінг, Австрія              | СГ    |                                                                 |                                                                 |                                                                 |                                                                 |
| 17 березня 2012   | Шладмінг, Австрія              | СЛ    |                                                                 |                                                                 |                                                                 |                                                                 |
| 18 березня 2012   | Шладмінг, Австрія              | ГС    |                                                                 |                                                                 |                                                                 |                                                                 |

### Командні змагання
| Дата            | Місце             | Дисц. | Золото                                                                                           | Срібло                                                                         | Бронза                                                                                          | Детальніше |
| 16 березня 2012 | Шладмінг, Австрія | К     | Австрія Ева-Марія Брем Міхаела Кірхґассер Стефані Келе Макс Франц Марсель Матіс Філіпп Шерґгофер | Швейцарія Лара Ґут Венді Голденер Маркус Фогель Ральф Вебер Сільван Цурбрігген | Швеція Терезе Борссен Фріда Гансдоттер Анна Свенн-Ларссон Аксель Бек Маттіас Гаргін Андре Мюрер |            |

## Таблиці: Чоловіки
| Міс. |                      | Очки |
| ---- | -------------------- | ---- |
| 1.   | Марсель Гіршер       | 1355 |
| 2.   | Беат Фойц            | 1330 |
| 3.   | Аксель Лунд Свіндаль | 1131 |
| 4.   | Івиця Костелич       | 1064 |
| 5.   | Ганнес Райхельт      | 1024 |

| Міс. |                 | Очки |
| ---- | --------------- | ---- |
| 1.   | Клаус Крелль    | 605  |
| 2.   | Беат Фойц       | 598  |
| 3.   | Дідьє Кюш       | 521  |
| 4.   | Ганнес Райхельт | 396  |
| 5.   | Боде Міллер     | 383  |

| Міс. |                      | Очки |
| ---- | -------------------- | ---- |
| 1.   | Аксель Лунд Свіндаль | 413  |
| 2.   | Дідьє Кюш            | 400  |
| 3.   | Беат Фойц            | 368  |
| 4.   | К'єтіль Янсруд       | 342  |
| 5.   | Клаус Крелль         | 304  |

| Міс. |                       | Очки |
| ---- | --------------------- | ---- |
| 1.   | Марсель Гіршер        | 705  |
| 2.   | Тед Лігеті            | 513  |
| 3.   | Массіміліано Блардоне | 408  |
| 4.   | Алексі Пентюро        | 364  |
| 5.   | Ганнес Райхельт       | 337  |

| Міс. |                 | Очки |
| ---- | --------------- | ---- |
| 1.   | Андре Мюрер     | 644  |
| 2.   | Івиця Костелич  | 610  |
| 3.   | Марсель Гіршер  | 560  |
| 4.   | Крістіан Девіль | 450  |
| 5.   | Стефано Гросс   | 412  |

| Міс. |                      | Очки |
| ---- | -------------------- | ---- |
| 1.   | Івиця Костелич       | 336  |
| 2.   | Беат Фойц            | 300  |
| 3.   | Ромед Бауманн        | 159  |
| 4.   | Алексі Пентюро       | 130  |
| 5.   | Аксель Лунд Свіндаль | 128  |

## Таблиці: Жінки
| Міс. |                 | Очки |
| ---- | --------------- | ---- |
| 1.   | Ліндсі Вонн     | 1980 |
| 2.   | Тіна Мазе       | 1402 |
| 3.   | Марія Гефль-Ріш | 1227 |
| 4.   | Джулія Манкузо  | 1020 |
| 5.   | Анна Феннінґер  | 994  |

| Міс. |                 | Очки |
| ---- | --------------- | ---- |
| 1.   | Ліндсі Вонн     | 690  |
| 2.   | Тіна Вайратер   | 400  |
| 3.   | Елізабет Гергль | 384  |
| 4.   | Марія Гефль-Ріш | 379  |
| 5.   | Джулія Манкузо  | 277  |

| Міс. |                | Очки |
| ---- | -------------- | ---- |
| 1.   | Ліндсі Вонн    | 453  |
| 2.   | Джулія Манкузо | 381  |
| 3.   | Анна Феннінґер | 369  |
| 4.   | Тіна Мазе      | 257  |
| 5.   | Фаб'єн Сутер   | 226  |

| Міс. |                     | Очки |
| ---- | ------------------- | ---- |
| 1.   | Вікторія Ребенсбург | 650  |
| 2.   | Ліндсі Вонн         | 455  |
| 3.   | Тесса Ворлі         | 446  |
| 4.   | Анна Феннінґер      | 442  |
| 5.   | Тіна Мазе           | 367  |

| Міс. |                    | Очки |
| ---- | ------------------ | ---- |
| 1.   | Марліс Шильд       | 760  |
| 2.   | Міхаела Кірхґассер | 452  |
| 3.   | Тіна Мазе          | 413  |
| 4.   | Вероніка Зузулова  | 377  |
| 5.   | Катрін Цеттель     | 356  |

| Міс. |                 | Очки |
| ---- | --------------- | ---- |
| 1.   | Ліндсі Вонн     | 180  |
| 2.   | Тіна Мазе       | 125  |
| 3.   | Ніколь Госп     | 120  |
| 4.   | Марія Гефль-Ріш | 110  |
| 5.   | Катрін Цеттель  | 79   |

## Кубок націй
| Міс. |           | Очки  |
| ---- | --------- | ----- |
| 1.   | Австрія   | 13676 |
| 2.   | Італія    | 6907  |
| 3.   | Швейцарія | 6503  |
| 4.   | США       | 6276  |
| 5.   | Франція   | 6131  |

| Міс. |           | Очки |
| ---- | --------- | ---- |
| 1.   | Австрія   | 7767 |
| 2.   | Швейцарія | 4472 |
| 3.   | Італія    | 3861 |
| 4.   | Франція   | 3736 |
| 5.   | Норвегія  | 2247 |

| Міс. |           | Очки |
| ---- | --------- | ---- |
| 1.   | Австрія   | 5909 |
| 2.   | США       | 4057 |
| 3.   | Італія    | 3046 |
| 4.   | Німеччина | 2970 |
| 5.   | Франція   | 2395 |

## Виноски
1. 1 2  Audi FIS Alpine Ski World Cup 2011/12: Men (PDF). FIS Alpine Ski World Cup. Fédération Internationale de Ski. 8 червня 2011. Архів оригіналу (PDF) за 16 липня 2013. Процитовано 9 листопада 2011.
2. 1 2  Audi FIS Alpine Ski World Cup 2011/12: Ladies (PDF). FIS Alpine Ski World Cup. Fédération Internationale de Ski. 8 червня 2011. Архів оригіналу (PDF) за 16 липня 2013. Процитовано 9 листопада 2011.
3. 1 2  Flachau to host the rescheduled Levi slaloms. FIS Alpine Ski World Cup. Fédération Internationale de Ski. 5 листопада 2011. Архів оригіналу за 8 листопада 2011. Процитовано 9 листопада 2011.
4. 1 2 3 4 5 6  Val d'Isere races moved to Beaver Creek. FIS Alpine Ski World Cup. Fédération Internationale de Ski. 30 листопада 2011. Архів оригіналу за 11 червня 2012. Процитовано 30 листопада 2011.
5. ↑  Wind forces cancellation of the Val Gardena Downhill. FIS Alpine Ski World Cup. Fédération Internationale de Ski. 17 грудня 2011. Архів оригіналу за 11 червня 2012. Процитовано 17 грудня 2011.
6. 1 2  Unusually warm autumn cancelled Levi World Cup event. FIS Alpine Ski World Cup. Fédération Internationale de Ski. 3 листопада 2011. Архів оригіналу за 1 квітня 2012. Процитовано 3 листопада 2011.
7. 1 2 3  Ladies slalom in Courchevel cancelled for Saturday. FIS Alpine Ski World Cup. Fédération Internationale de Ski. 17 грудня 2011. Архів оригіналу за 11 червня 2012. Процитовано 17 грудня 2011.